# فرتود
فرتود (به مجاری:  Fertőd) یک سکونتگاه مسکونی در مجارستان است که در ناحیه شوپرون واقع شده‌است.

## خصوصیات
فرتود ۴۸٫۵۴ کیلومترمربع مساحت و ۳٬۴۷۴ نفر جمعیت دارد.

## خواهرخوانده
شهر Dürbheim خواهرخواندهٔ فرتود هست.

## نگارخانه

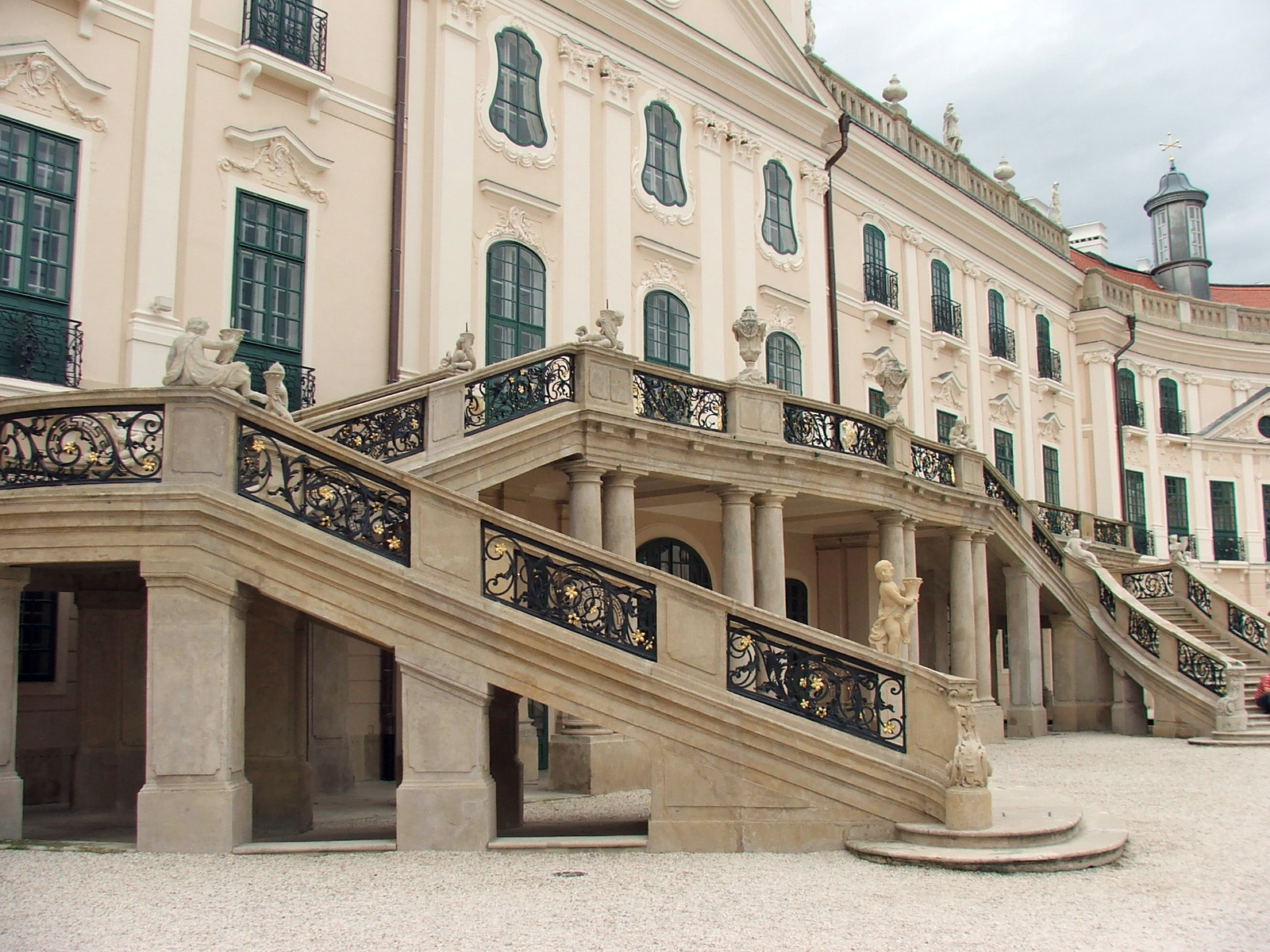
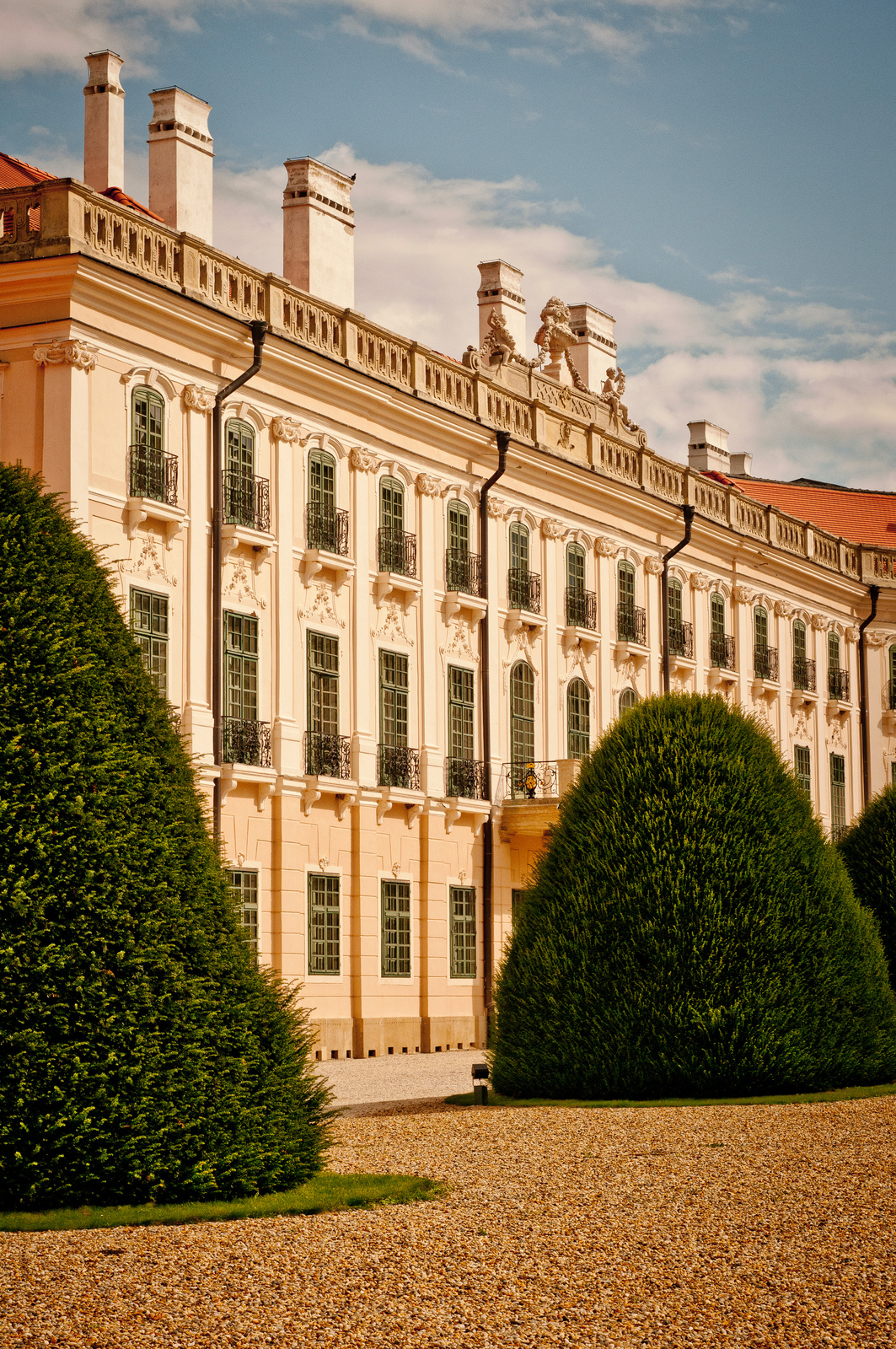
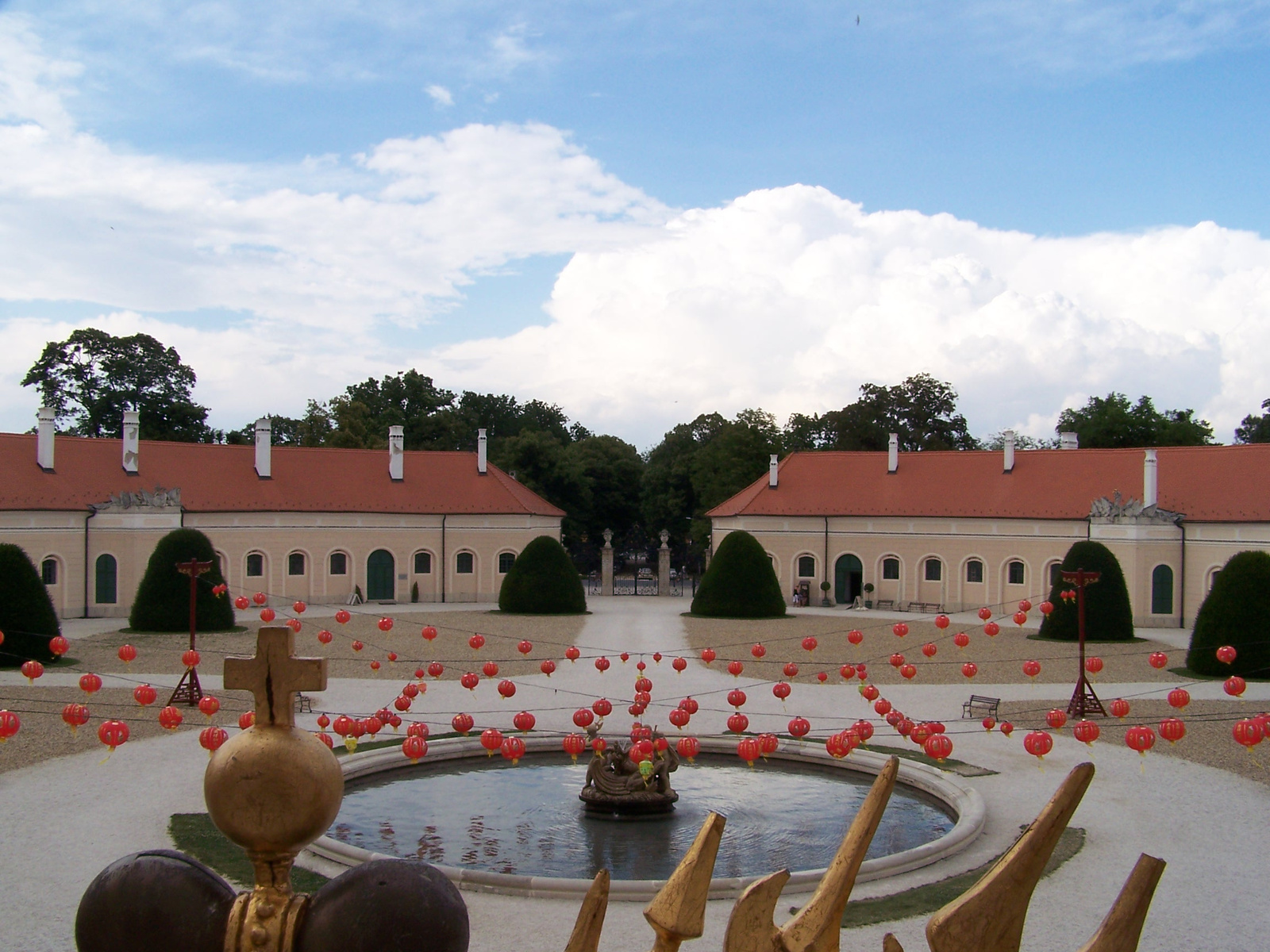
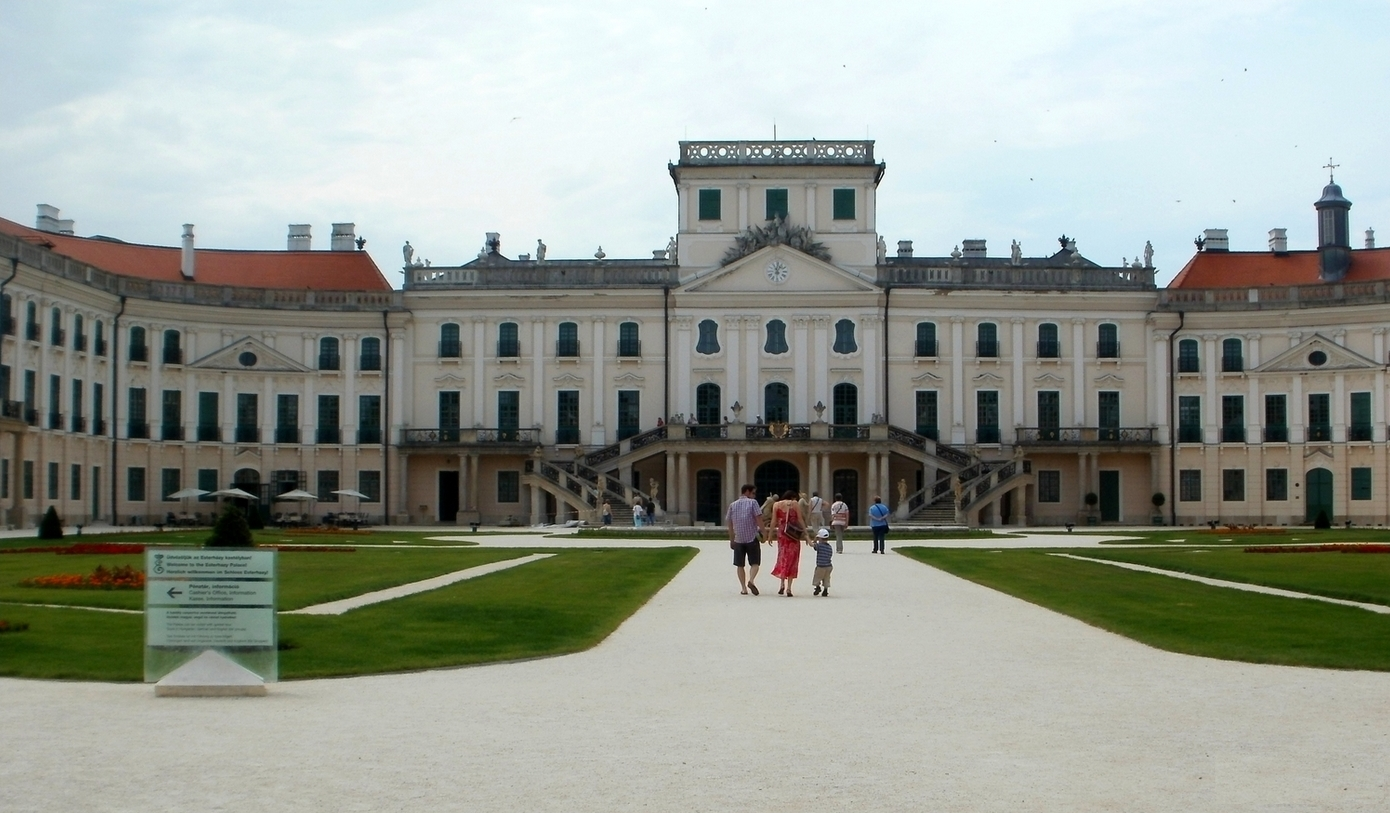
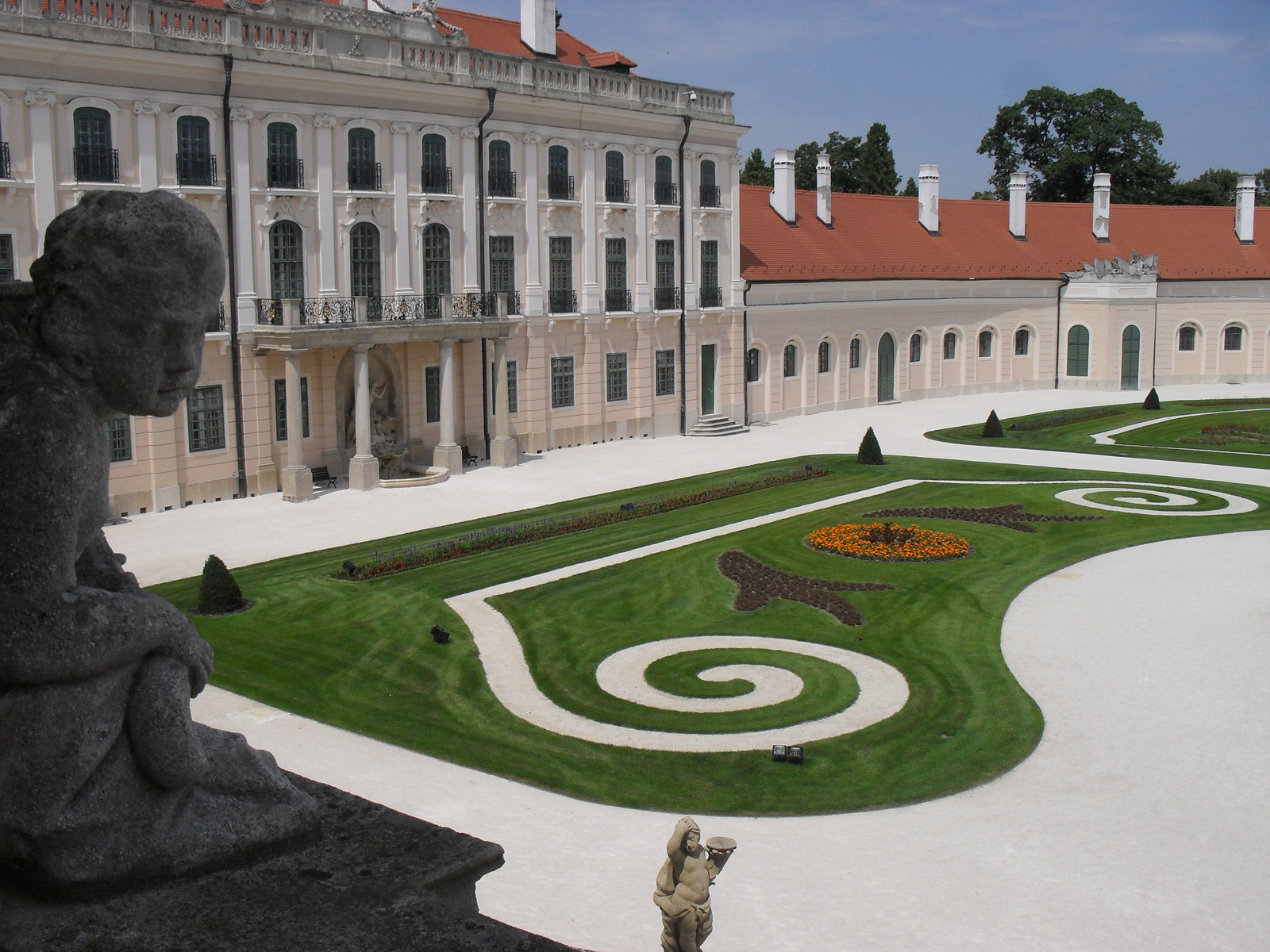
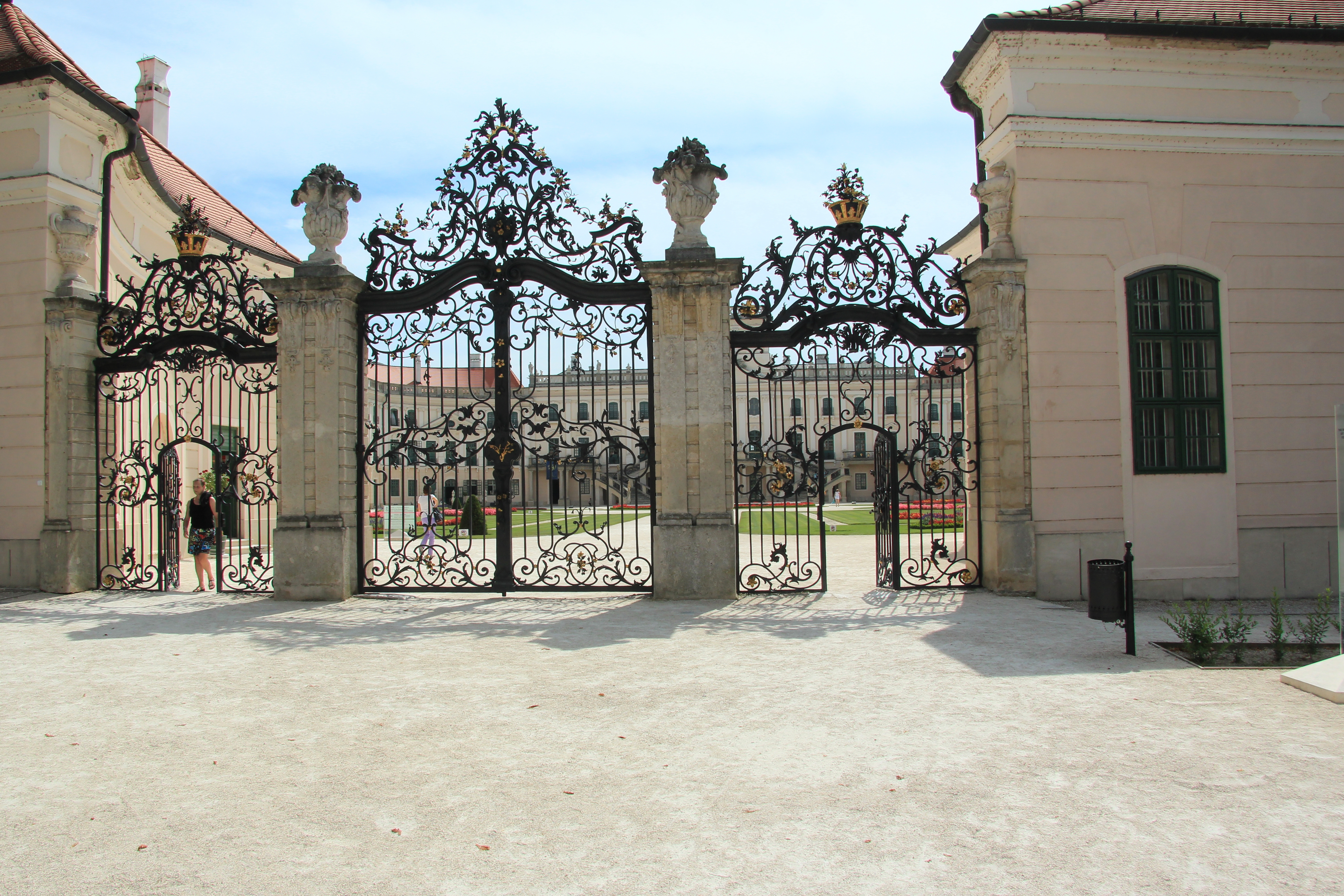
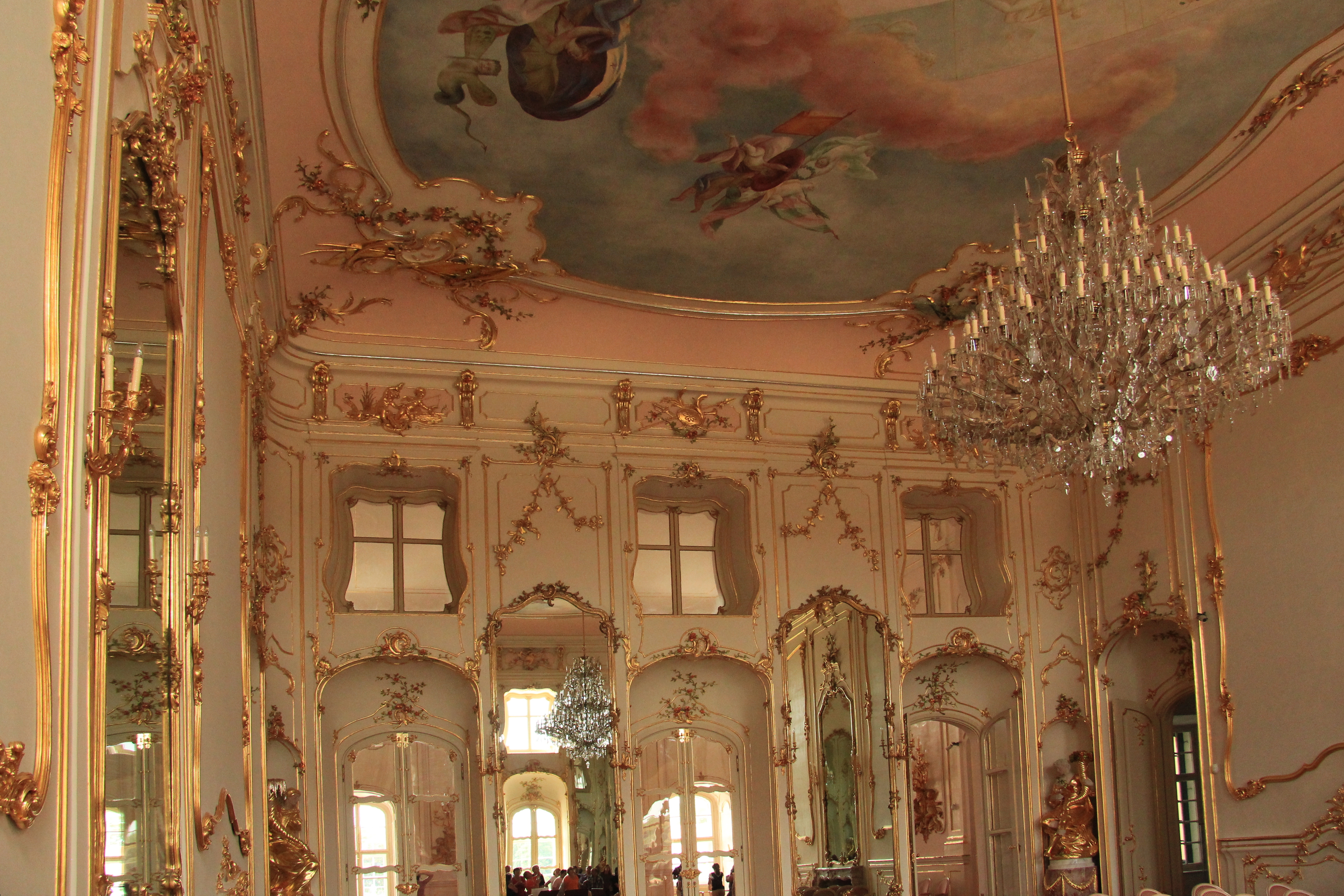
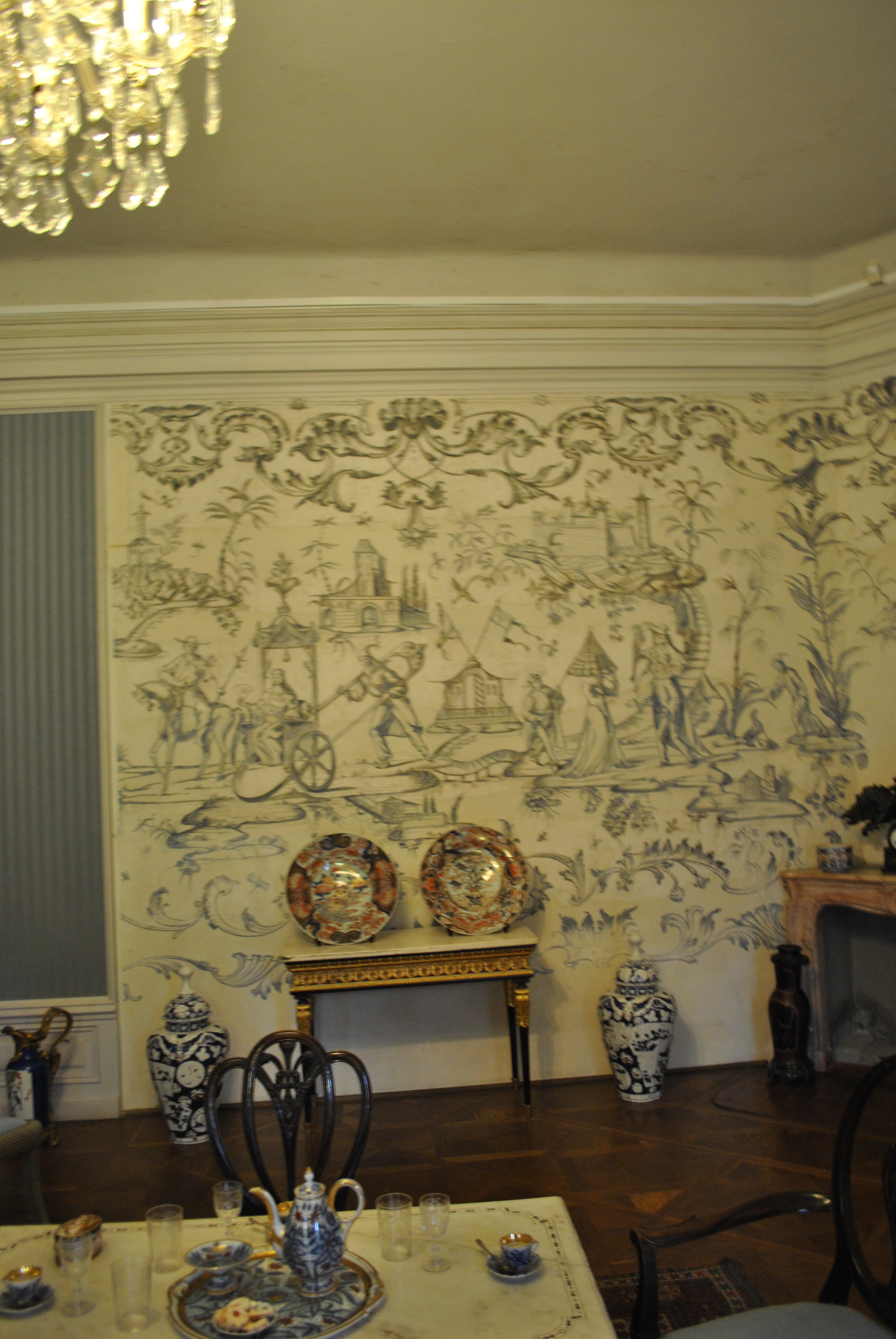
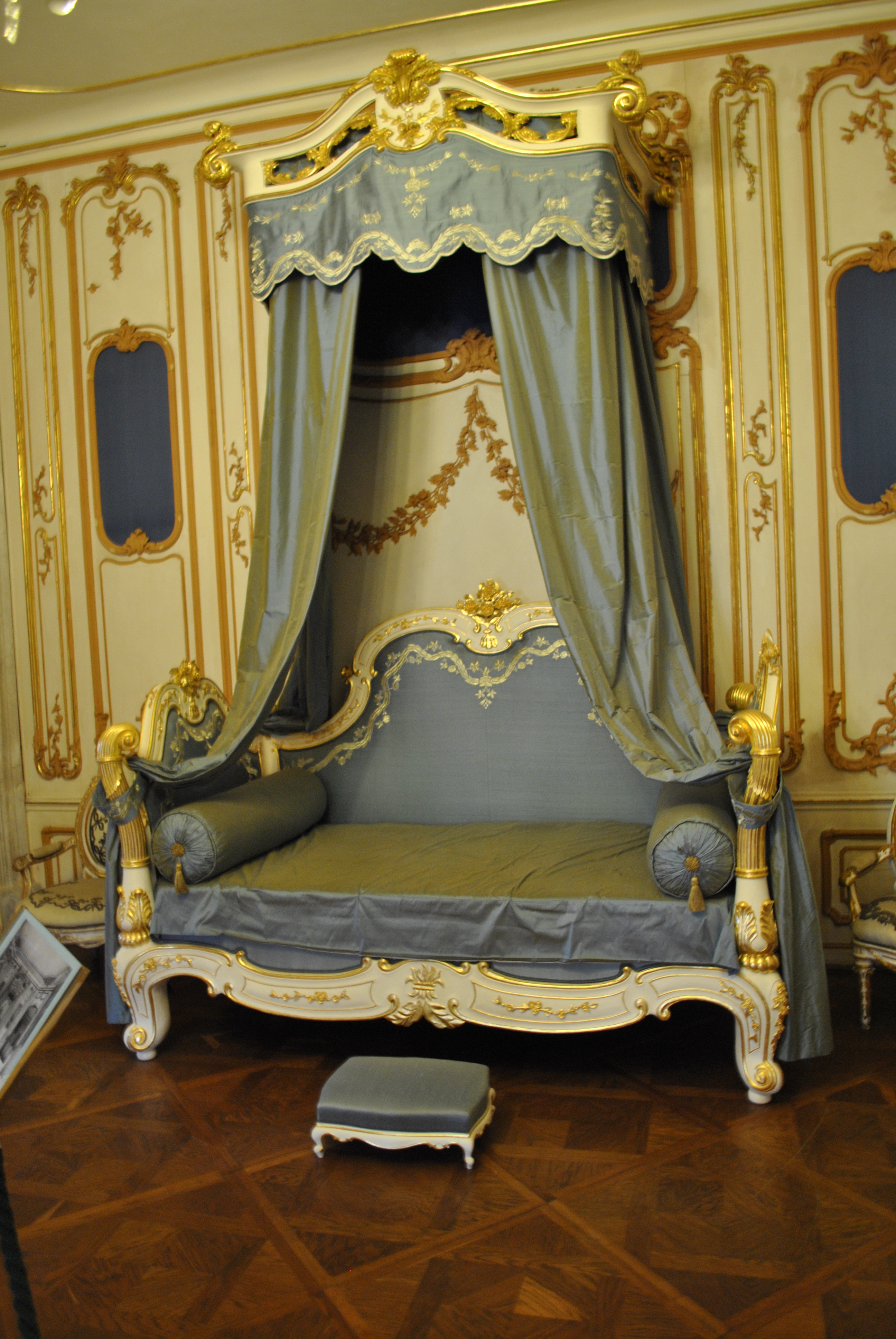
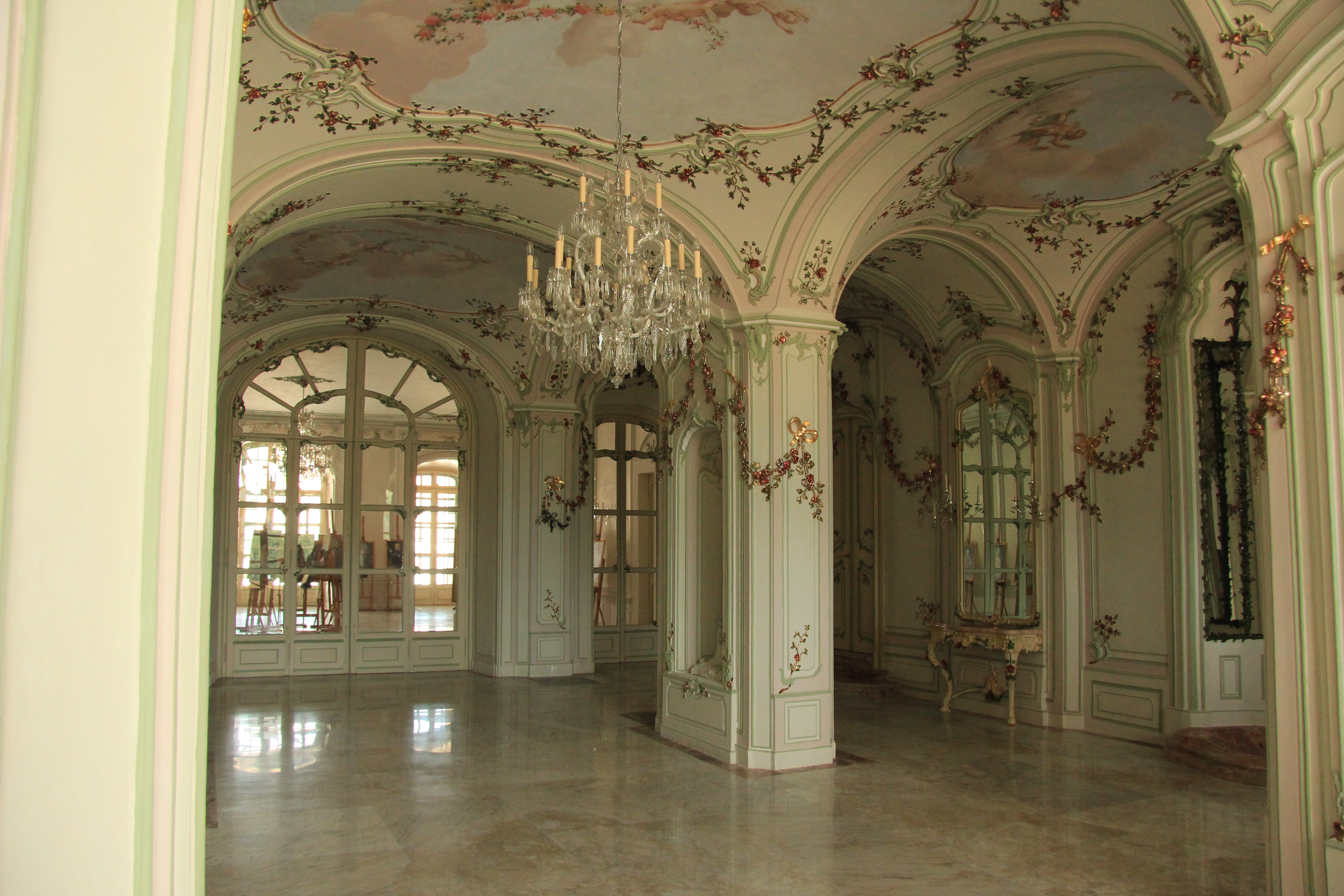